# Uni Wheel
Uni Wheel — це нова конструкція коліс, розроблена Hyundai і Kia для використання в електромобілях. Він містить кілька елементів трансмісії в самому колесі за допомогою системи планетарних передач. Назва є абревіатурою від Universal Wheel Drive System.
Uni Wheel призначений для отримання переваг індивідуального приводу коліс без необхідності встановлювати двигун безпосередньо на колесо, або ж всередині колеса. Натомість він об'єднує функції шарнірів постійної швидкості, приводного вала та редуктора в єдину систему всередині колеса.
Система має центральну шестерню, з'єднану двома шарнірними системами шестерень з охоплюючим вінцем. Він забезпечує як зменшення передачі, так і від'єднання обертової осі колеса від обертової осі двигуна, що дозволяє жорстко закріпити двигун на шасі, при цьому осьові навантаження на колесо повністю гасяться системою підвіски, а також дозволяють колесу рухатися з вищою швидкістю, але меншим крутним моментом за допомогою вужчого приводного валу.
Збільшення кількості передач у колесі було визначено як пункт, що викликає занепокоєння у зв'язку з можливим шумом і проблемами складності.